# Massals
Massals település Franciaországban, Tarn megyében. Lakosainak száma 113 fő (2022. január 1.). Massals Montfranc, Curvalle, Le Masnau-Massuguiès, Miolles és Paulinet községekkel határos.

## Népesség
A település népességének változása:
| Lakosok száma | 103  | 98   | 100  | 104  | 108  | 112  | 113  | 113  |
|               | 2013 | 2015 | 2017 | 2018 | 2019 | 2020 | 2021 | 2022 |